# Olimpia Bielajew
Olimpia Pożerska z Bielajewów (ur. 1840, zm. 1919 w Paryżu) – konspiratorka sprzed powstania styczniowego, działaczka Komitetu Polskiego i kurierka Rządu Narodowego.

## Życiorys
Była córką Polki i Rosjanina, wojskowego lekarza pracującego w Warszawie w Szpitalu Ujazdowskim. Miała siostry Julię i Annę. Wszystkie trzy siostry włączyły się w przygotowania do powstania styczniowego. Olimpia uczestniczyła w tajnych komitetach. Jako córka Rosjanina miała łatwiejszy dostęp do X Pawilonu Cytadeli Warszawskiej, dzięki czemu pomogła w ucieczki kilku więźniom. Pod krynoliną przemycała kobiece stroje i przyrządy do golenia. Zagrożona dekonspiracją, wyemigrowała do Paryża. Wyjechała z glejtem Tymczasowego Rządu Narodowego.
Na emigracji włączyła się w działalność patriotyczną. Była działaczką Komitetu Polskiego i kurierką Rządu Narodowego. We Francji poznała i około 1870 poślubiła Edwarda Aleksandra Pożerskiego herbu Pomian, członka wileńskiej organizacji powstańczej. Mieli troje dzieci: Witolda, Emilię i Edwarda. W rodzinie kultywowano polskie tradycje, mówiono po polsku.
Została pochowana na cmentarzu w Montmorency (kwatera C, grób 610).